# Metamorphogenesis
Metamorphogenesis è il terzo album in studio del gruppo musicale funeral doom Esoteric, pubblicato nel 1999 dalla Eibon Records.

## Tracce
1. Dissident – 17:17
2. The Secret of the Secret – 15:11
3. Psychotropic Transgression – 11:47

## Formazione
- Greg Chandler - voce, chitarra
- Gordon Bicknell- chitarra
- Steve Peters - chitarra
- Bryan Beck - basso
- Keith York - batteria